# Thalia geniculata
Thalia geniculata, denominada comúnmente, peguajó, pehuajó, huajó,platanillo o caporuno es una especie del género Thalia, perteneciente a la familia Marantaceae. Es una robusta hierba palustre perenne, que habita en los pantanos tropicales y subtropicales de América.

## Descripción
Es una robusta planta acuática rizomatosa, de hasta 3 metros de altura. Presenta largos pecíolos envainantes y esponjosos, que portan grandes hojas ovadas, grablas, de hasta 63 cm de largo por 26 cm de ancho, con la base redondeada y el ápice en punta.
En primavera y verano muestra panículas laxas, con raquis con entrenudos de entre 5 a 20 mm,  con flores cigomorfas, de 2 cm de diámetro, con corola de 3 pétalos violetas. Fructifica en verano y otoño. El fruto es una cápsula de 1 cm, casi esférica.
Durante la estación seca, o en zonas heladoras, la parte aérea de la planta se seca por completo, pero no muere, pues rebrota desde los rizomas cuando las condiciones vuelven a ser favorables. Se cultiva como planta ornamental, para estanques, donde tolera heladas leves.

## Distribución
Esta especie se distribuye en áreas pantanosas, inundables, o bordes de cursos fluviales, de las regiones cálidas y de baja altitud de América, desde el estado de la Florida en el sur de los Estados Unidos hasta Ecuador, Venezuela, llegando por el sur hasta los países de la Cuenca del Plata, estando ausente en la región amazónica y la cuenca superior del río Orinoco.
En la Argentina se distribuye en las provincias de: Buenos Aires, Ciudad Autónoma de Buenos Aires, Chaco, Corrientes, Entre Ríos, Formosa, Jujuy, Salta y Santa Fe. Alcanza su límite austral de distribución (y del género) en los humedales de la ribera austral del Río de la Plata.
En Brasil se distribuye en los estados de Paraná y Río Grande del Sur, aparentemente sin poblar el Brasil central.
En México, más particularmente en los estados de Tabasco y sur de Veracruz, T. geniculata domina el paisaje formando un hábitat conocido localmente como popal
En Paraguay se distribuye en los departamentos de: Asunción, Alto Paraguay, Central, Concepción, Cordillera, Ñeembucú, Paraguarí y Presidente Hayes.
En Uruguay fue herborizada en los departamentos de: Artigas, Cerro Largo, Colonia, Rivera, Salto y Soriano.
Las poblaciones africanas de esta especie seguramente se originaron por asilvestramientos de ejemplares cultivados.

## Etimología
La etimología del género es en honor de Johannes Thal (1542 - 1583) un médico alemán, padre de la floricultura. La del término específico deriva del latín geniculata, que significa 'nudo', es decir: nudosa.